# Umka
Umka (cyr. Умка) – miasto w Serbii, w mieście Belgrad, w gminie miejskiej Čukarica. W 2011 roku liczyło 5272 mieszkańców.